# توندوت
توندوت هي قرية ريفية في إقليم ورززات ضمن جهة درعة تافيلالت بالمغرب. كان مجموع عدد سكان «بلدية توندوت» 11.877 نسمة يعيشون في 1.689 أسرة.(تعداد السكان الرسمي 2004)